# Djerba Houmet Souk (delegación)
Djerba Houmet Souk (en árabe: جربة حومة السوق‎)  es una delegación de la gobernación de Medenine en Túnez. En abril de 2014 tenía una población censada de 75 904 habitantes.
Se encuentra ubicada al sureste del país, cerca del golfo de Gabés (mar Mediterráneo) y de la frontera con Libia.